# ميسيل سيلفا يانسن
ميسيل سيلفا يانسن (بالبرتغالية: Misael Silva Jansen‏) (4 يوليو 1987 بساو لويز في البرازيل - ) هو لاعب كرة قدم برازيلي في مركز الهجوم. لعب مع نادي سبورت ريسيفه ونادي سيارا ونادي فاسكو دا غاما وLuverdense Esporte Clube ‏ ونادي بايساندو ‏ ونادي إيتوانو ونادي سامبايو كوريا وموتو كلوب ونادي اتلتيكو سوروكابا وريد بول برازيل.

## وصلات خارجية
- ميسيل سيلفا يانسن على موقع قاعدة بيانات كرة القدم.إي يو (الإنجليزية)
- ميسيل سيلفا يانسن على موقع Soccerway.com (الإنجليزية)